# Kościół św. Antoniego Padewskiego w Sowczycach (nowy)
Nowy kościół św. Antoniego Padewskiego – rzymskokatolicki kościół filialny, położony w Sowczycach (gmina Olesno). Świątynia należy do parafii Nawiedzenia NMP w Łomnicy w dekanacie Olesno, diecezji opolskiej.

## Historia i wyposażenie kościoła
W 1957 roku proboszcz parafii w Łomnicy ksiądz Gustaw Łysik wraz z mieszkańcami postanowili wybudować w Sowczycach nowy kościół, ponieważ stary, drewniany kościółek okazał się już za mały dla wzrastającej rzeszy wiernych. Już w 1957 roku poświęcenia kamienia węgielnego dokonał, pochodzący z Sowczyc, ks. biskup Juliusz Bieniek. Prace budowlane trwały do 1962 roku, jednakże wnętrze wyposażano stopniowo jeszcze przez dłuższy czas. W maju 1966 roku poświęcone zostały przez ks. bp. Franciszka Jopa, dzwony kościelne, które zostały wykonane przez odlewnię dzwonów i odlewów artystycznych w Dąbrowie Górniczej. Na jednym z dzwonów widnieje napis: "Ufundował ks. proboszcz Władysław Rakoczy w roku jubileuszowym 1966", a na drugim "Dzwon ten został ufundowany z ofiar wiernych parafian Sowczyce w roku 1966". Na wieży zawieszone są trzy dzwony: 
- duży o wadze 360 kg i tonie a1
- średni o wadze 220 kg i tonie c2
- mały o wadze 110 kg i tonie e2

W 1967 roku zostało zainstalowane urządzenie grzewcze.
W 1989 roku zakupiono nowy konfesjonał, a rok później pomalowano zakrystię. W 1992 roku zmieniono oświetlenie prezbiterium, zamieniając stare oświetlenie na nowe lampy halogenowe. W 1995 roku przeprowadzono malowanie kościoła oraz wstawiono wykonane, pochodzącego z Sowczyc, Michała Tkacza, rzeźby:
- pierwsza przedstawia św. Antoniego,
- druga to figura Chrystusa Ukrzyżowanego[1].